# (5566) 1991 VY3
Az (5566) 1991 VY3 a Naprendszer kisbolygóövében található aszteroida. Ueda és Kaneda fedezte fel 1991. november 11-én.